# Marcgravia yukunarum
Marcgravia yukunarum är en tvåhjärtbladig växtart som beskrevs av P. Picca och D. Giraldo-canas. Marcgravia yukunarum ingår i släktet Marcgravia och familjen Marcgraviaceae. Inga underarter finns listade i Catalogue of Life.